# Буревісник (гандбольний клуб, Луганськ)
| «Буревісник»    |                        |
| Ліга            | Суперліга              |
| Країна          | Україна                |
| Місто           | Луганськ               |
| Кольори         | синій, білий, червоний |
| Попередні назви |                        |
| Тренер          | Геннадій Максимов      |
| Капітан         |                        |
| Титули          |                        |
| Офіційний сайт  | '                      |

«Буревісник» — гандбольний клуб із Луганська. Заснований 1962 року, був одним із найсильніших студентських колективів України з гандболу. Після 1991 року виступав у першій лізі та Суперлізі України. Припинив існування 2014 року.

## Історія

### Радянський Союз
Студентську команду «Буревісник» створено 1962 року, коли на факультеті фізичного виховання Ворошиловградського державного педагогічного інституту імені Тараса Шевченка було відкрито відділення гандболу. Перший тренер — викладач Володимир Григорович Шевцов, випускник факультету 1960 року.
Неодноразово команда ставала призером Спартакіади педагогічних ВНЗ України; представляла Ворошиловградську область на республіканських змаганнях.
У команді грали Віктор Чернов і Володимир Костенко, які багато років тренували жіночу команду майстрів в Ужгороді. Володимир Котляров грав у команді майстрів СК «Кунцево» (Москва). За команду майстрів СКА (Київ) і збірну України — Володимир Оглобля.
З 1978 до 1992 року команду тренував випускник факультету 1975 р. Геннадій Якович Максимов. У цей період «Буревісник» успішно виступав на Спартакіадах педвишів, ставав чемпіоном Спартакіади спортивних клубів ВНЗ України. У 1983 році як представник Ворошиловградської області на Спартакіаді України, команда грала у фінальній частині.
1991 року команда завоювала право грати в I лізі Чемпіонату СРСР, але з проголошенням незалежності України всесоюзний чемпіонат припинив існування.

### Україна
З січня по липень 1992 команда бере участь у I Чемпіонаті України серед команд вищої ліги. Олександр Химченко, Олег Рощупкін, Валерій Васецький, Володимир Замков перейшли в закордонні клуби.
З вересня 1992 до 1998 команду очолював випускник факультету 1985 р. Олег Вікторович Леонтьєв.
1992 року з'явився перший спонсор — Стахановський вагонобудівний завод. «Буревісник» змінює назву на «Педуніверситет Вагонобудівник» і продовжує грати у вищій лізі. З 1995 до 1997 року знову під назвою «Буревісник» колектив опинився в І лізі. Через рік «Буревісник» знову вийшов до вищої ліги України. Дмитро Дегтярьов грав у збірній України, Андрій Курячий — став срібним призером чемпіонату світу серед молодіжних команд, Камишов Андрій — гравець національної збірної України, учасник чемпіонату світу та Європи.
З 1998 року команду знову очолили Геннадій Максимов і Олег Леонтьєв.
За цей час команда граючи в Суперлізі, Чемпіонаті України займала в сезонах 2001/02 і 2003/04 — 6 місце, а 2004/05 і 2005/06 — 5 місце. Беручи участь у Всеукраїнських Універсіадах, команда 2001 року посіла 3 місце, а 2003 році — 2 місце.
2005 року «Буревісник» був базовою командою студентської збірної України на XVII чемпіонаті світу в Челябінську, де збірна посіла друге місце. За це досягнення 9 гравцям «Буревісника» присвоєно звання «Майстер спорту України міжнародного класу», а Г. Максимову — «Заслужений тренер України». Того самого року луганська дружина виборола 5-те місце в чемпіонаті, команда й наступного сезону представляла Україну в європейському Кубку виклику 2005/06. У груповому раунді у м. Ніш (Сербія і Чорногорія) «Буревісник» посів 11-те місце і вийшов до 1/16 фіналу. На цьому етапі українці поступилися в обох поєдинках бронзовому призеру чемпіонату Росії — «Неві». Наступного сезону, 2006/07, команда вдруге представляла Україну в Кубку виклику.
Гравці команди Богдан Кузніченко і Сергій Фірсов у складі збірної України брали участь у чемпіонаті світу з пляжного гандболу, Ігор Ожигін і Артем Віртегіл — у чемпіонаті світу та Європи серед молодіжних команд.
Керівником клубу з 1998 року був Олександр Бабічев, проректор з науково-педагогічної роботи ЛНУ.
За підсумками першої ліги 2013/14 «Буревісник» здобув перше місце й право перейти до Суперліги, однак через війну припинив існування.

### «ZTR-Буревісник» (Запоріжжя)
Перед сезоном 2015/16 у Запоріжжі створено команду «ZTR-Буревісник», яка базуватиметься на вихованцях запорізького «ZTR-СДЮШОР» і луганського «Буревісника». «ZTR-Буревісник» бере участь у Суперлізі України 2015/2016.